# Tiago André
Tiago André Carvalho Nogueira, hay Tiago André (sinh ngày 20 tháng 10 năm 1983) là một cầu thủ bóng đá người Bồ Đào Nha thi đấu cho Amarante.

## Sự nghiệp câu lạc bộ
Anh ra mắt chuyên nghiệp tại Giải bóng đá hạng nhất quốc gia Bồ Đào Nha cho Gil Vicente vào ngày 18 tháng 8 năm 2007 trong trận đấu trước Estoril.